# Joueur à être nommé plus tard
Un joueur à être nommé plus tard (ou joueur à nommer plus tard) est un concept, le plus souvent associé aux transactions de la Ligue majeure de baseball et des ligues mineures de baseball, dans lequel le transfert d'un sportif professionnel est effectué d'un club à un autre, mais conclu à une date ultérieure par le transfert d'un autre joueur en échange.

## Terminologie
En anglais, les termes player to be named later ou simplement player to be named (« joueur à être nommé ») sont utilisés, voire les acronymes PTBN ou PTBNL.

## Description
L'échange d'un joueur contre un joueur à être nommé plus tard peut être conclu pour diverses raisons. Il se réalise souvent entre un club compétitif désirant s'améliorer dans l'immédiat, et un club aux performances moindres qui ressent moins l'urgence d'ajouter un nouveau joueur. Ce dernier club peut être d'accord pour transférer l'un de ses joueurs, mais être incertain du type de joueur désiré. Comme les joueurs à être nommés plus tard sont peu fréquemment des vedettes ou des athlètes établis, le délai peut aussi laisser du temps pour mieux évaluer le talent disponible au sein de l'autre club. 
Lorsqu'une transaction contre un joueur à être nommé plus tard est conclue, l'équipe qui acquiert immédiatement les droits sur un joueur fournit habituellement une courte liste de joueurs qu'ils accepteraient de transférer en guise de compensation. 
Les règlements de la Ligue majeure de baseball précisent qu'un tel genre de transfert doit être complété dans les six mois suivant l'accord original. Si les deux parties ne peuvent s'entendre, il est d'usage qu'une compensation en argent soit transférée. Il est déjà arrivé, en de rares occasions, qu'un joueur ait été échangé contre lui-même : après avoir été transféré contre un joueur à être nommé plus tard, le club qui s'en était départi demande simplement à le ravoir comme compensation.

## Joueurs à être nommés plus tard notables
Dans la grande majorité des cas, les joueurs à être nommés plus tard sont des joueurs de ligues mineures, ou encore ce que l'on appelle en anglais des « journeymen » (« journaliers »), c'est-à-dire des joueurs aux compétences modestes qui font la navette entre les clubs majeurs et mineurs, et changent souvent d'équipe.
Il y eut toutefois quelques exceptions notables d'athlètes peu connus et peu estimés par leur équipe d'origine, devenus des joueurs d'impact après être passé à un autre club comme joueur à nommer plus tard. 
Le cas qui est peut-être le plus célèbre est celui de David Ortiz. Le 29 août 1996, les Mariners de Seattle font l'acquisition du joueur de troisième but Dave Hollins des Twins du Minnesota, puis transfèrent Ortiz, une future vedette encore en ligues mineures, aux Twins le 13 septembre suivant.
Le futur joueur étoile Moisés Alou n'avait joué que deux matchs pour les Pirates de Pittsburgh lorsque ceux-ci en font le joueur à nommer plus tard échangé aux Expos de Montréal le 16 août 1990, six jours après une transaction pour acquérir le vétéran lanceur Zane Smith.
Dans les années 2000, Coco Crisp est un exemple récent d'un ancien joueur à nommer plus tard ayant connu une belle carrière. Crisp passe ainsi en 2002 de Saint-Louis à Cleveland dans un échange pour le lanceur Chuck Finley, qui prend sa retraite quelques semaines après. Michael Brantley, éventuel joueur étoile pour Cleveland, était un jeune sportif des ligues mineures acquis de Milwaukee en octobre 2008 pour le lanceur vedette CC Sabathia.

### Joueurs échangés contre eux-mêmes
Dans l'histoire des Ligues majeures de baseball, six joueurs ont la distinction d'avoir été échangés contre eux-mêmes.

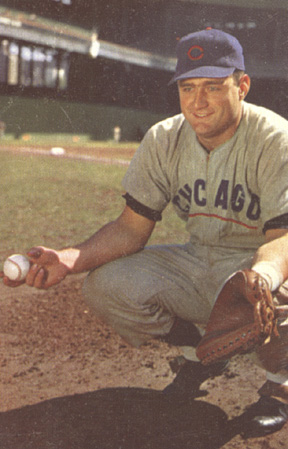
Harry Chiti, premier joueur à être échangé contre lui-même.

- Harry Chiti[10] est échangé des Mets de New York aux Indians de Cleveland contre un joueur à être nommé plus tard en avril 1962. Incapable d'identifier un joueur des Mets qu'ils aimeraient, les Indians demandent à ravoir Chiti en juin suivant.
- Brad Gulden passe des Yankees de New York aux Mariners de Seattle en échange d'un joueur à être nommé plus tard en novembre 1980. Il est ce joueur qui retourne aux Yankees en mai 1981 pour compléter la transaction[11].
- Mark Ross est transféré des Astros de Houston aux Cardinals de Saint-Louis le 9 décembre 1985 et emprunte le chemin inverse le 31 mars 1986[12], sans avoir joué un seul match pour Saint-Louis.
- Dickie Noles passe des Cubs de Chicago aux Tigers de Détroit en septembre 1987, est employé par son nouveau club pour 4 matchs en fin de saison mais inutilisé en éliminatoires, puis retourné aux Cubs à la fin octobre[13].
- Archie Corbin est échangé des Expos de Montréal aux Brewers de Milwaukee le 20 novembre 1992 pour, sans avoir joué pour ces derniers, être retourné à Montréal le 5 février 1993[14].
- En juillet 2005, John McDonald est transféré des Blue Jays de Toronto aux Tigers de Détroit, puis retourné aux Jays pour compléter l'échange en novembre qui suit[9].

Un cas insolite est celui de Dave Winfield, joueur vedette éventuellement élu au Temple de la renommée du baseball. Le 31 août 1994, son équipe, les Twins du Minnesota, l'échangent aux Indians de Cleveland. Lorsque la transaction survient, les activités de la MLB sont à ce moment interrompues depuis moins de 3 semaines par une grève des joueurs. Il est alors entendu que les Twins recevraient un joueur à nommer plus tard si Winfield disputait au minimum 15 matchs avec Cleveland. Mais deux semaines plus tard, le conflit de travail ne semblant pas vouloir se résoudre, le baseball majeur annonce que la saison 1994 ne sera pas complétée. Pour régler le contentieux, le directeur général des Indians, John Hart, invita son homologue des Twins, Andy MacPhail, au restaurant, paya la note et lui signa un chèque pour 100 dollars. Il est souvent dit que Winfield fut échangé contre un repas. Dans la littérature officielle de la MLB, il est inscrit que le contrat de Winfield a été vendu aux Indians.

## Dans la culture populaire
Dans le film de baseball Bull Durham, le joueur Crash Davis, interprété par Kevin Costner, se présente à son nouvel entraîneur en lui disant : « I'm the player to be named later » (« Je suis le joueur à être nommé plus tard »).

## Autres sports
Des échanges contre des joueurs à être nommés plus tard surviennent aussi dans la Ligue nationale de hockey. Le terme « considérations futures » y est plus usité,, car cette ligue autorise le transfert de futurs choix de repêchage.